# 1,3-プロパンジオールデヒドロゲナーゼ
1,3-プロパンジオールデヒドロゲナーゼ（1,3-propanediol dehydrogenase）は、次の化学反応を触媒する酸化還元酵素である。
プロパン-1,3-ジオール + NAD+ {\displaystyle \rightleftharpoons } 3-ヒドロキシプロパナール + NADH + H+
反応式の通り、この酵素の基質はプロパン-1,3-ジオールとNAD+、生成物は3-ヒドロキシプロパナールとNADHとH+である。
組織名はpropane-1,3-diol:NAD+ 1-oxidoreductaseで、別名に3-hydroxypropionaldehyde reductase, 1,3-PD:NAD+ oxidoreductase, 1,3-propanediol:NAD+ oxidoreductase, 1,3-propanediol dehydrogenaseがある。